# 31 Vulpeculae
Désignations
31 Vulpeculae (en abrégé 31 Vul), également connu comme HD 198809, est un système binaire situé dans la constellation boréale du Petit Renard. Il est visible à l'œil nu comme un point lumineux faible et jaunâtre avec une magnitude apparente de 4,56. Le système est situé à environ 222 années-lumière du Soleil d'après la mesure de sa parallaxe annuelle, et il s'en éloigne avec une vitesse radiale de +2,25 km/s.
La variation de la vitesse radiale de 31 Vulpeculae a été suspectée pour la première fois par l'astronome allemand Friedrich Küstner en 1914. Le système apparaît comme une binaire spectroscopique à raies simples avec une période orbitale de 1 860,6 jours (5,09 ans) et une excentricité de 0,38. La valeur a sin i de l'étoile primaire est de 103,0 ± 1,1 Gm, où a est le demi-grand axe et i est l'inclinaison orbitale (inconnue). Cette valeur fournit une limite inférieure pour le demi-grand axe réel de l'orbite.
La composante visible est une étoile géante jaune évoluée de type spectral G7IIIa Fe-1 Ba, avec la notation « Fe-1 Ba » indiquant qu'il s'agit d'une étoile à baryum qui présente également une sous-abondance en fer. Ayant épuisé son hydrogène central, elle s'est étendue pour atteindre huit fois le rayon solaire. Il s'agit d'une géante du red clump, ce qui indique qu'elle est située à l'extrémité rouge (froide) de la branche horizontale et qu'elle génère son énergie par la fusion de l'hélium en son cœur. C'est une étoile variable suspectée avec une magnitude variant de 3,77 à 4,08 dans la bande infrarouge. Elle est âgée d'environ 700 millions d'années et fait 2,4 fois la masse du Soleil. L'étoile rayonne 53 fois la luminosité solaire depuis sa photosphère élargie à une température effective de 5 261 K. Le compagnon pourrait être une étoile dégénérée de type naine blanche avec une masse d'environ 0,4 masse solaire.